# Toui du Costa Rica
Touit costaricensis
Espèce
Statut de conservation UICN

 VU B1ab(i,ii,iii,v) : Vulnérable
Statut CITES
Le Toui du Costa Rica (Touit costaricensis) est une espèce d'oiseaux appartenant à la famille des Psittacidae.

## Description
Cet oiseau a été considéré comme une sous-espèce du Touï à front bleu. Il s'en distingue par l'absence de rouge sur le front et par davantage de bleu sur la tête, en particulier autour des yeux. Cette coloration bleue est remplacée par du brun chez la femelle et du vert chez le jeune.

## Répartition
Cet oiseau peuple le Costa Rica et le nord-ouest du Panama.